# Tramwaje w Żytomierzu

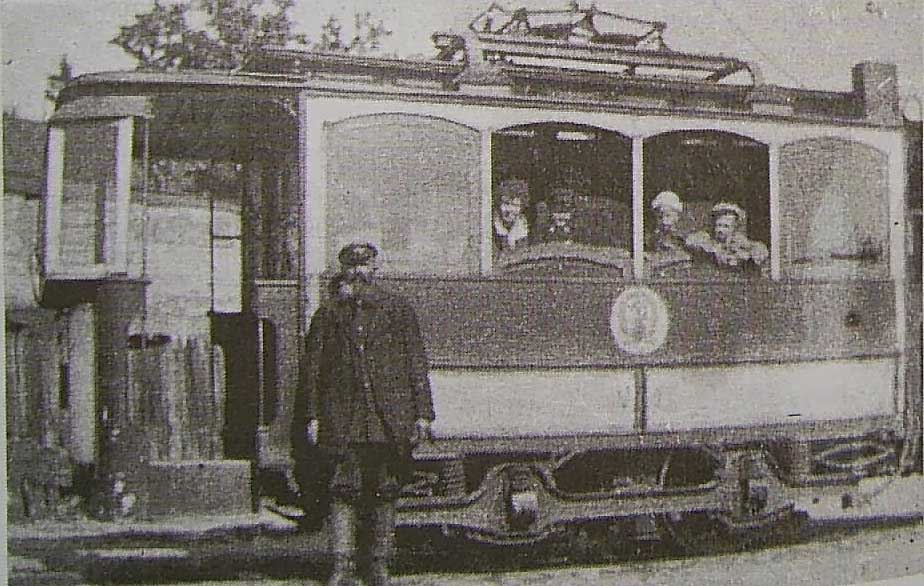
Tramwaj Siemens & Halske

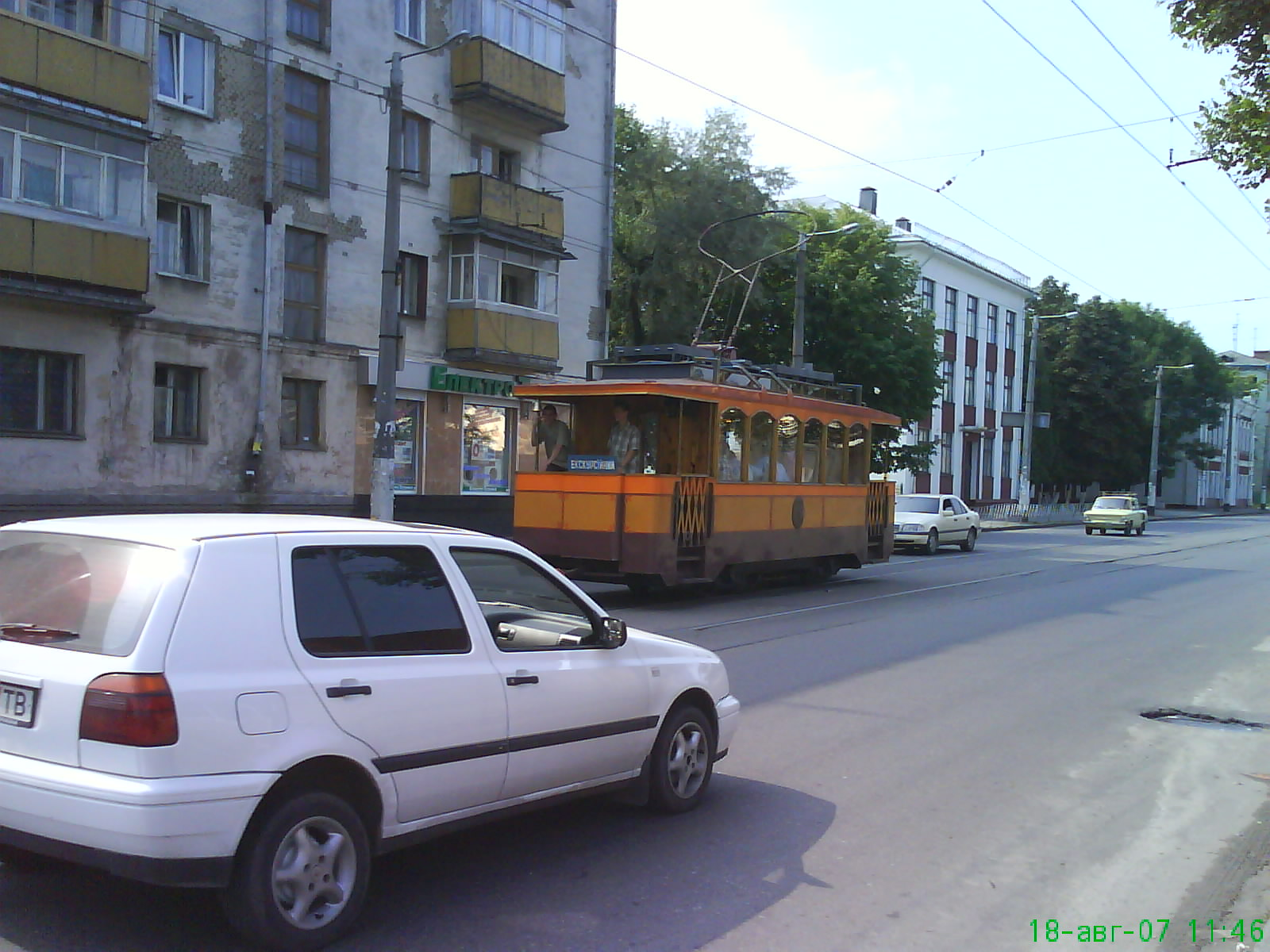
Replika tramwaju z XIX wieku

Tramwaje w Żytomierzu – system komunikacji tramwajowej działający w ukraińskim mieście Żytomierz. 

## Historia
Tramwaje w Żytomierzu uruchomiono 3 września 1899 r. Tramwaje, które wybudowała spółka Kompanija gorodskich i prigorodnych tramwajnych putiej Rossii, kursowały po trasach o szerokości toru 1000 mm. W 1918 r. zawieszono kursowanie tramwajów, które wznowiono 10 sierpnia 1920 r. W ciągu kolejnych lat rozbudowano trasy tramwajowe i sieć składała się z 5 linii (1, 2, 3, 4 i 5).
Po uruchomieniu trolejbusów do 1974 r. zlikwidowano 4 linie tramwajowe. Obecnie istniejąca jedna linia tramwajowa kursuje po trasie dawnej linii nr 5, liczy 7 km długości i łączy pl. Zwycięstwa i Lonokombinat. W mieście działa jedna zajezdnia tramwajowa, która obsługuje także trolejbusy (Zajezdnia tramwajowo-trolejbusowa nr 2).
W 2020 r. władze miejskiego przewoźnika poinformowały o konieczności pilnego remontu mocno wyeksploatowanej sieci, jednak władze miasta zaproponowały w zamian likwidację linii i uruchomienie w jej miejsce trolejbusów, co wywołało oburzenie części opinii publicznej.
16 listopada 2022 zawieszono system ze względu na ataki rakietowe, które odcięły miasto od prądu. 7 lutego 2023 uruchomiono zastępczą linię autobusową.
Ruch tramwajowy przywrócono w okresie 1-9 marca 2023, ale przez ciągłe naloty ponownie go wstrzymano, a wznowiono dopiero miesiąc później, 3 kwietnia, i funkcjonuje on do teraz (10 kwietnia).

## Linie
W Żytomierzu w 2019 r. kursowała jedna linia tramwajowa, nieoznaczona żadnym numerem (dawniej jako 5):

### Istniejące
| Nr | Trasa |
| -- | --- |
| –  | Majdan Peremohy – wuł. Mychajła Hruszewśkoho – wuł. Nebesnoji Sotni – wuł. Borysa Tena – wuł. Schidna – wuł. Korolowa – wuł. Serhija Paradżanowa – Lonokombinat |

### Zlikwidowane
| Nr | Nazwa linii  | Trasa                                                           |
| -- | ------------ | --------------------------------------------------------------- |
| 1  | Kyjiwśka     | Zaliznycznyj wokzał – wuł. Kyjiwśka – Sobornyj majdan           |
| 2  | Czudniwśka   | Sobornyj majdan – wuł. Czerniachowśkoho                         |
| 3  | Berdycziwśka | Sobornyj majdan – wuł. Wełyka Berdycziwśka – Jewrejśka likarnia |
| 4  | Wilśka       | Starowilśka wułycia – Wilśko-Szosejna wułycia                   |

## Tabor
Stan z 23 grudnia 2019 r.
| Zdjęcie        | Typ            | Eksploatacja od | Liczba |
| -------------- | -------------- | --------------- | ------ |
|                | Tatra T4SU     | 1977            | 2      |
|                | Tatra KT4SU    | 1985            | 18     |
| Łączna liczba: | Łączna liczba: | Łączna liczba:  | 20     |

Tabor techniczny składa się z 3 wagonów:
- pługi oznaczone jako SN-1 i SN-2, wyprodukowane w 1954 r.
- Gotha T57, tramwaj towarowy oznaczony nr 3

W 1989 r. na 100-lecie sieci tramwajowej wybudowano replikę wagonu wzorując się na pierwszych tramwajach w Żytomierzu produkcji Siemens & Halske.